# Olmet-et-Villecun
Olmet-et-Villecun – miejscowość i gmina we Francji, w regionie Oksytania, w departamencie Hérault.
Według danych na rok 1990 gminę zamieszkiwały 92 osoby, a gęstość zaludnienia wynosiła 10 osób/km² (wśród 1545 gmin Langwedocji-Roussillon Olmet-et-Villecun plasuje się na 809. miejscu pod względem liczby ludności, natomiast pod względem powierzchni na miejscu 795.).